# Альберт Рамсделл Герни-младший
Альберт Рамсделл Герни-младший (англ. A. R. Gurney; 1 ноября 1930 — 13 июня 2017; иногда упоминается как Пит Герни) — американский драматург, писатель и академик. Он известен такими работами, как «Столовая» (1982), «Сладкая Сью» (1986/7) и «Час коктейлей» (1988), а также пьесой «Любовные письма», номинированной на Пулитцеровскую премию. Его серию пьес о жизни WASP (высшего класса в современной Америке) назвали «проницательно остроумными исследованиями господства WASP в ретрите».

## Ранний период жизни
Герни родился 1 ноября 1930 года в Буффало, штат Нью-Йорк, в семье Альберта Рамсделла Герни-старшего (1896—1977), который был президентом Gurney, Becker and Bourne, страховой компании и компании по недвижимости в Буффало и Мэрион. Сполдинг (1908—2001). У его родителей было трое детей, из которых Гурни был средним:
(1) Эвелин Герни Миллер (род. 1929),
(2) Альберт Рамсделл Герни-младший (род. 1930) и
(3) Стивен С. Герни (род. 1933).
Его дедушкой и бабушкой по материнской линии были Элбридж Г. Сполдинг (1881—1974) и Мэрион Кэрил Эли (1887—1971). Эли была дочерью Уильяма Кэрил Эли (1856—1921), юриста и члена Ассамблеи штата Нью-Йорк в 1883 году. Двоюродным прадедом Гурни был Элбридж Г. Сполдинг (1809—1897), бывший мэр Буффало, казначей штата Нью-Йорк и член Палаты представителей США, поддержавший идею создания первой американской валюты, не обеспеченной золотом или серебром. (Таким образом, ему приписывают помощь в поддержании экономики Союза на плаву во время Гражданской войны.)
Гурни учился в школе Николс в Буффало и окончил школу Святого Павла в Конкорде, штат Нью-Гэмпшир. Он учился в колледже Уильямс, который окончил в 1952 году, и в Йельской школе драмы, которую окончил в 1958 году после чего начал преподавать гуманитарные науки в Массачусетском технологическом институте.

## Карьера
В 1959 году, после окончания Йельского университета, Герни в течение одного года преподавал английский и латынь в дневной школе Belmont Hill School в Белмонте, штат Массачусетс. Затем он поступил в Массачусетский технологический институт в качестве профессора гуманитарных наук (1960—1996) и профессора литературы (1970—1996).
Он начал писать такие пьесы, как «Дети» и «Средние века», когда работал в Массачусетском технологическом институте, но его большой успех с романом «Столовая» позволил ему уделить всё своё время писательской деятельности. После «Столовой» Гурни написал ряд пьес, большинство из которых касалось WASP на северо-востоке Америки. Во время учёбы в Йельском университете Герни также написал «Любовь в Буффало», — первый мюзикл, когда-либо созданный в Йельской школе драмы. С тех пор он стал известен, как «плодовитый писатель, всегда что-то сочиняющий».
Его первая пьеса в Нью-Йорке, которая шла всего за один спектакль в октябре 1968 года, «Шоу Дэвида», была впервые показана в Театре игроков на Макдугал-стрит. Спектакль был снят с показа после первого же выступления из-за насмешек всей прессы, за исключением двух энтузиастов: Эдит Оливер из The New Yorker и ещё одной журналистки из Village Voice.
В его пьесе 2015 года «Любовь и деньги» рассказывается о зрелой женщине, планирующей распорядиться своим состоянием, и о поворотах, которые за этим следуют. Мировая премьера состоялась в Нью-Йоркском театре Signature в августе 2015 года. До этого «Великие манеры», пьеса о его реальной встрече со знаменитой актрисой Кэтрин Корнелл в её постановке «Антоний и Клеопатра» Шекспира, была поставлена Линкольн-центром летом 2010 года. Его также поставил в Буффало Театр Кавиноки. Он появлялся в нескольких своих пьесах, включая «Столовую» и, прежде всего, «Любовные письма».

## Личная жизнь
В июне 1957 года Гурни женился на Молли Гудиер. Они жили в Бостоне до 1983 года, когда они переехали с семьёй в Нью-Йорк, чтобы быть рядом с театром, телевидением и издательствами, пока он был в творческом отпуске из Массачусетского технологического института. Всего у них было четверо детей:
- Джордж Гудиер Герни, который женился на Констанс «Конни» Лайман Уоррен в 1985 году[20][21].
- Эми Рамсделл Герни, которая вышла замуж за Фредерика Сноу Николая III в 1985 году[22].
- Эвелин «Иви» Р. Герни, вышедшая замуж за Кристофера Бамкрота[23][24].
- Бенджамин Герни.

Отец Герни, Альберт Рамсделл Герни-старший, умер в 1977 году, а мать Молли, Сара Нортон, умерла в 1978 году. После их смерти его мать, Мэрион, вышла замуж за отца Молли, Джорджа, и оставалась в браке до смерти Мэрион в 2001 году, за которой последовала смерть Джорджа в 2002 году.

### Смерть
Гурни умер в своём доме на Манхэттене 13 июня 2017 года в возрасте 86 лет.

## Награды и почести
В 2006 году Герни был избран членом Американской академии искусств и литературы. Позже, в 2009 году, он был избран членом Американского философского общества.
В 2007 году Гурни получил премию Международного театрального фонда ПЕН-клуба / Лауры Пелс как выдающийся американский драматург.
Гурни был награждён Премией за выслугу[что?] на церемонии Obie Awards-2016, вручённой Американским театральным крылом[что?] и The Village Voice.

## Литературное творчество

### Тематика
В пьесах Герни часто исследуется тема упадка жизни представителей высшего класса «WASP» (белых англосаксонских протестантов) в современной Америке. Wall Street Journal назвал его работы «проницательно остроумным исследованием господства WASP в ретрите». Некоторые из его работ основаны на его патрицианском воспитании, в том числе «Час коктейлей» и «Индийская кровь». Драматический критик New York Times Фрэнк Рич в своём обзоре «Столовая» писал: «Как летописец самого немодного социального слоя современной Америки — WASP из высшего среднего класса, у этого драматурга ныне нет в театре равных».

В его пьесе 1988 года «Час коктейлей» главная героиня говорит своему сыну-драматургу, что: 
...театральные критики «не любят нас»… Они возмущены нами. Они думают, что мы все республиканцы, все поверхностные и все алкоголики. Верно только последнее.
New York Times описала пьесу как остроумные наблюдения о почти вымершем классе патрициев, который рассматривает психиатрию как оскорбление хороших манер, а низкооплачиваемую наёмную помощь как право по рождению.
В интервью газете The New York Times в 1989 году Гурни сказал: «Как и было упомянуто в „Часе коктейлей“, однажды мой прадед повесил свою одежду и вошёл в реку Ниагара, и никто не понял почему». Гурни добавил, что «он был выдающимся человеком в Буффало. Мой отец никогда не мог упомянуть об этом, и это повлияло на семью вплоть до четвёртого поколения как мрачный и необъяснимый жест. Из-за этого мой отец и его отец отчаянно хотели, чтобы их приняли, чтобы они были обычными и чувствовали себя комфортно. Это заставило их привязаться к якобы лёгкому буржуазному миру. Они видели, как это опасно, но о причине никогда не упоминали. Впервые я узнал об этом после смерти отца».
Гурни сказал в интервью The Washington Post в 1982 году:
У WASP действительно есть культура — традиции, особенности, причуды, особые сигналы и тотемы, которые мы передаём друг другу. Но культуры WASP или, по крайней мере, того аспекта культуры, о котором я говорю, было достаточно в прошлом, так что теперь мы можем смотреть на неё с некоторой объективностью, улыбаться ей и даже ценить некоторые из её ценностей. Была близость к семье, приверженность долгу, стоическая ответственность, и я думаю, мы должны сказать, что это было не так уж плохо.

### Пьесы
- Ancestral Voices
- Another Antigone (ISBN 978-0-8222-0051-2)
- Big Bill
- Black Tie (ISBN 978-0-8222-2526-3)
- Buffalo Gal
- A Cheever Evening (based on stories by John Cheever; ISBN 978-0-8222-1458-8)
- Children (ISBN 978-0-8222-0202-8)
- The Cocktail Hour (ISBN 978-0-8222-0225-7)
- The Comeback (ISBN 978-0-8222-0229-5)
- Crazy Mary
- Darlene
- The David Show
- The Dining Room (ISBN 978-0-8222-0310-0)
- Family Furniture
- Far East
- The Fourth Wall (ISBN 978-0-8222-1349-9)
- The Golden Age (ISBN 978-0-8222-0455-8)
- The Golden Fleece
- The Grand Manner (ISBN 978-0-8222-2514-0)
- The Guest Lecturer
- Heresy
- Human Events
- Indian Blood
- Labor Day (ISBN 978-0-8222-1685-8)
- Later Life (ISBN 978-0-8222-1373-4)
- The Love Course (ISBN 978-0-5736-2282-3)
- Love Letters (ISBN 978-0-8222-0694-1)
- The Middle Ages (ISBN 978-0-8222-0753-5)
- Mrs. Farnsworth
- Office Hours (ISBN 978-0-8222-2515-7)
- O Jerusalem
- The Old Boy (ISBN 978-0-8222-0840-2)
- The Old One-Two (ISBN 978-0-5736-2370-7)
- The Open Meeting
- Overtime (ISBN 978-0-8222-1540-0)
- The Perfect Party (ISBN 978-0-8222-0886-0)
- Post Mortem
- The Problem
- The Rape of Bunny Stuntz (ISBN 978-0-5736-2439-1)
- Richard Cory (ISBN 978-0-8222-1245-4)
- Scenes from American Life
- Screen Play
- «Squash»
- The Snow Ball (based on his novel; ISBN 978-0-8222-1318-5)
- Sweet Sue (ISBN 978-0-8222-1106-8)
- Sylvia (ISBN 978-0-8222-1496-0)
- The Wayside Motor Inn (ISBN 978-0-8222-1225-6)
- What I Did Last Summer (ISBN 978-0-8222-1236-2)
- Who Killed Richard Cory? (ISBN 978-0-8222-1236-2)

### Романы
Гурни также написал несколько романов, в том числе:
- Снежный шар (1984)
- Евангелие от Джо (1974)
- Развлекая незнакомцев (1977)
- Ранний американец (1996)

### Сценарии
- Дом веселья (1972)[6]
- Сильвия (1995)